# Johann-Mithlinger-Siedlung

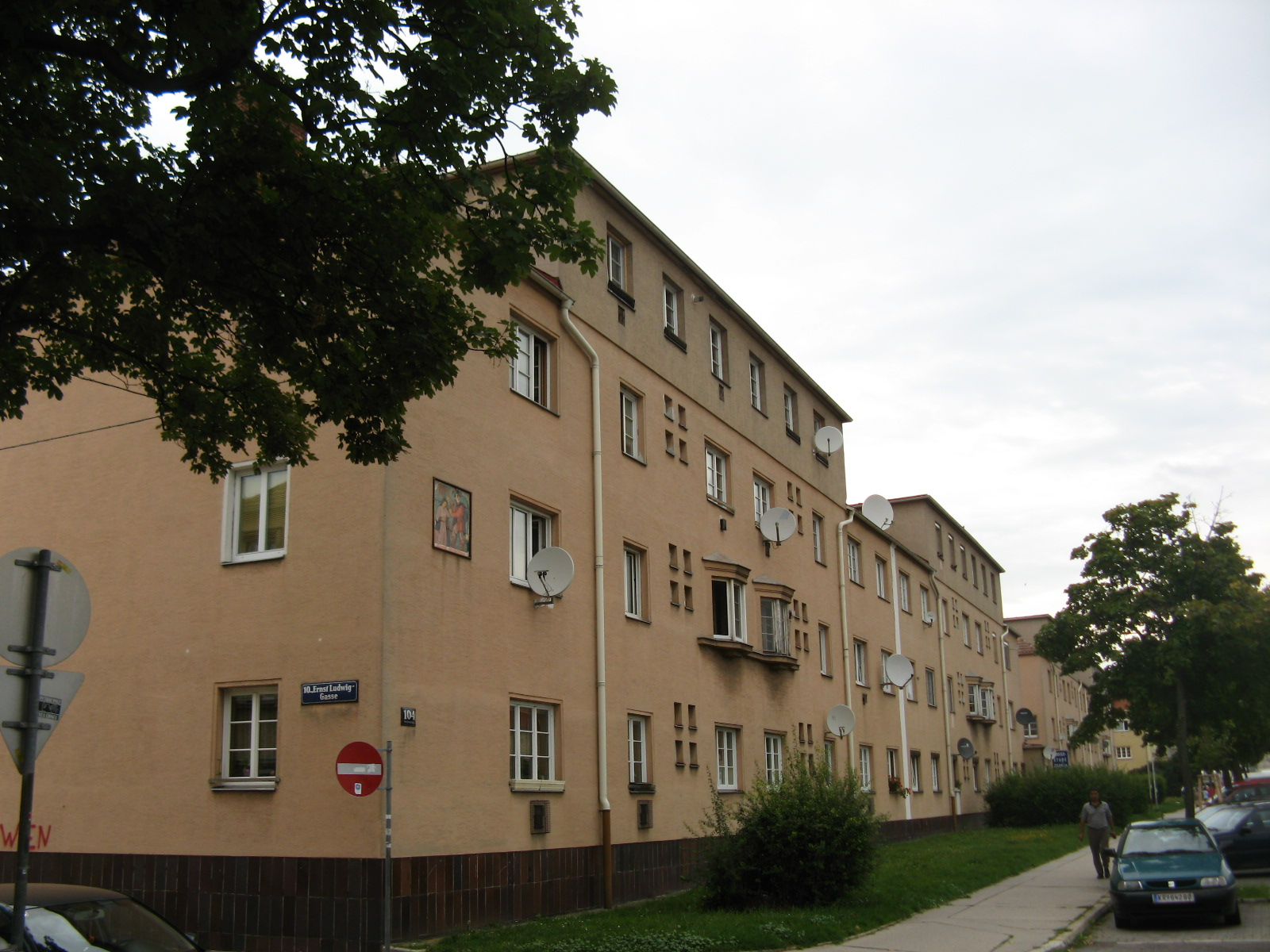
Johann-Mithlinger-Siedlung

Die Johann-Mithlinger-Siedlung (auch Mithlingerhof, umgangssprachlich Rasenstadt) ist eine städtische Wohnhausanlage im 10. Wiener Gemeindebezirk Favoriten. Sie befindet sich an der Neilreichgasse 100–106 bzw. an der Raxstraße 7–19A.

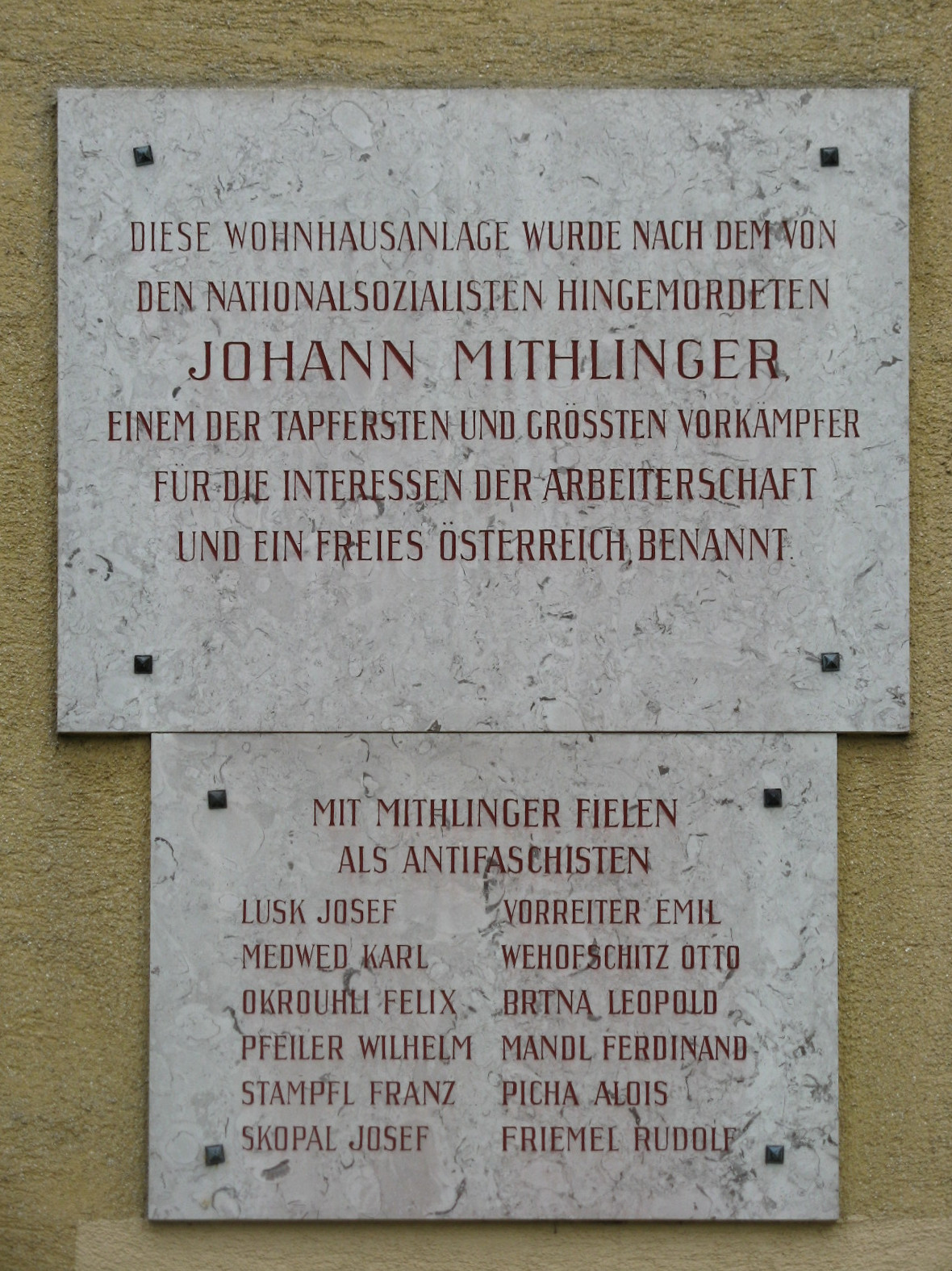
Gedenktafel für Johann Mithlinger

## Geschichte
Das bis dahin freie Gebiet am Höhenrücken des Wienerberges wurde ab den 1920er Jahren im Rahmen des städtischen Wohnbauprogramms des Roten Wien verbaut. In den Jahren 1929 bis 1931 realisierte Karl Schmalhofer, einer der wichtigsten Architekten der damaligen Zeit, eine große Wohnhausanlage, die einen Mischtyp zwischen der Blockbauweise und dem Gartenstadtkonzept darstellt. Die Rasenstadt genannte Siedlung bildete in der Zeit des Österreichischen Bürgerkriegs 1934 eines der Zentren der sozialdemokratischen Aufständischen. Auch mehrere Widerstandskämpfer gegen den Nationalsozialismus hatten hier ihren Sitz. Gleich nach dem Ende des Zweiten Weltkriegs wurde die Wohnhausanlage nach dem 1944 hingerichteten Widerstandskämpfer Johann Mithlinger benannt und eine Gedenktafel für ihn und weitere Freiheitskämpfer angebracht.

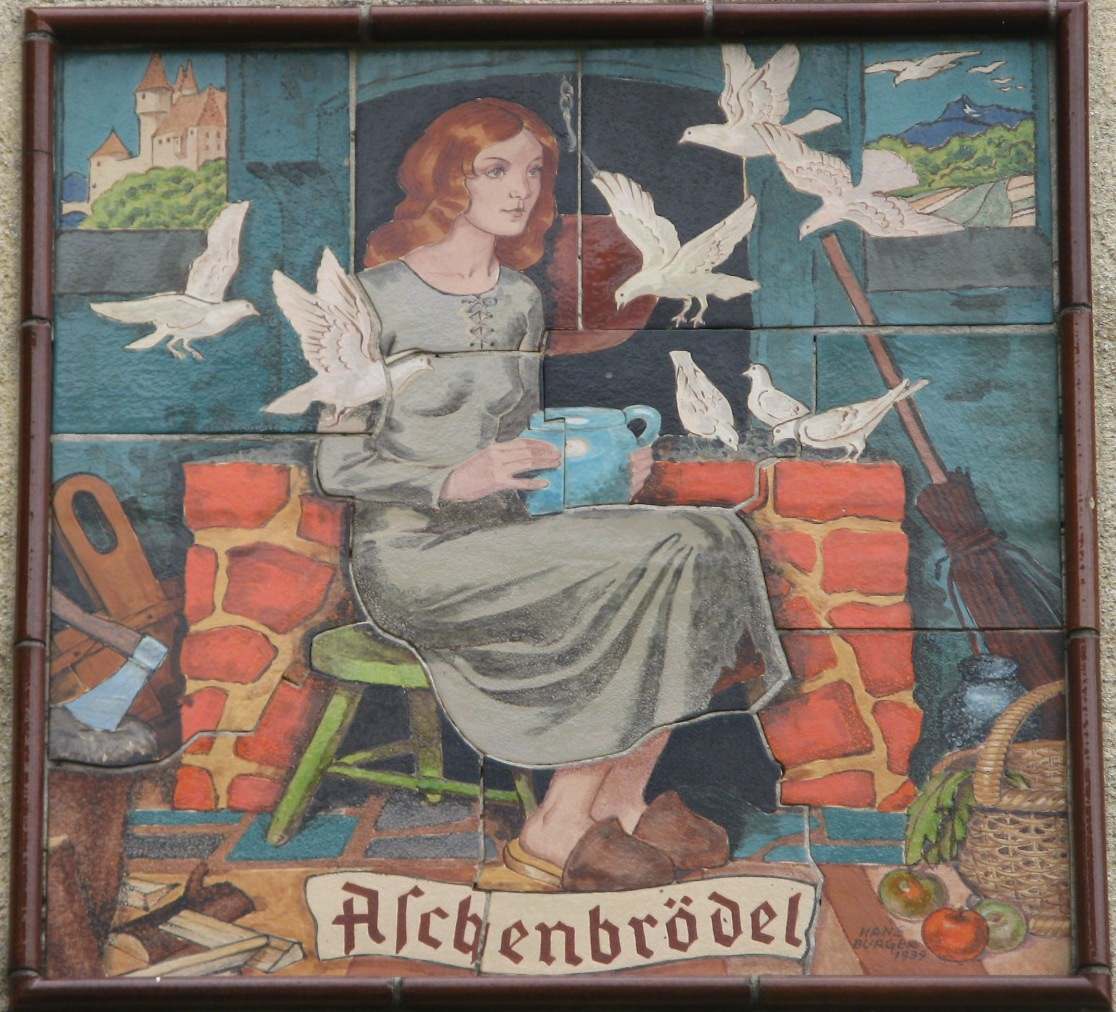
Märchenbild Aschenbrödel (1939) von Hans Burger

## Baubeschreibung
Die Siedlung befindet sich zwischen der Raxstraße im Norden, der Neilreichgasse im Osten, der Sahulkastraße im Süden und der August-Forel-Gasse im Westen. Sie besteht aus 24 annähernd gleichen Wohnhäusern, die symmetrisch gruppiert sind und insgesamt 990 Wohnungen beinhalten. Zwischen den Häusern befindet sich eine großzügige Grünanlage. Innerhalb der Siedlung verlaufen zwei Straßen, die Ernst-Ludwig-Gasse und die Fritz-Pregl-Gasse. Ein Kinderspielplatz befindet sich an der Südseite des Geländes. Die einzelnen Gebäude sind zu Zeilenverbänden gruppiert und dreigeschoßig mit Walmdach, wobei der mittlere Bauteil jeweils erhöht und durch ein Flachdach gedeckt ist. Die eher schlichten Fassaden sind durch einige Spitzerker und übereck gezogene Gesimse gegliedert. An der Raxstraße befindet sich ein kubischer Bauteil mit einer Geschäftszeile, ursprünglich eine Garage.
Zehn Jahre nach Errichtung der Siedlung wurden an den Außenfassaden 16 Märchenbilder aus Terrakotta und bemalter Keramik angebracht. Mehrere Künstler, wie Jan Hendrik Foitik, Karl Perl oder André Roder waren daran beteiligt.

## Weblinks

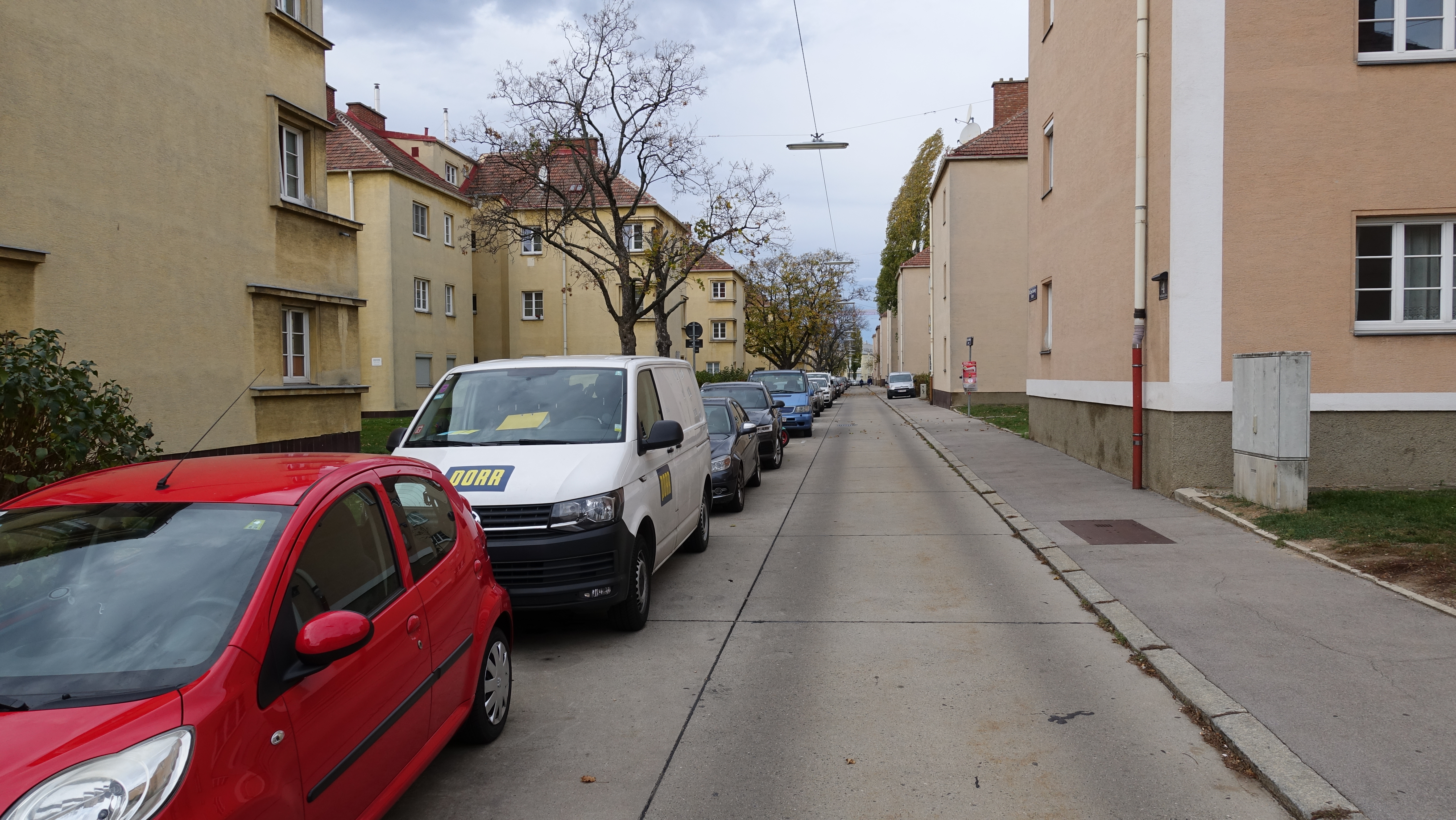
Mithlinger Siedlung Wien